# Цшадрас
Цшадрас (њем. Zschadraß) општина је у њемачкој савезној држави Саксонија. Једно је од 41 општинског средишта округа Лајпциг. Према процјени из 2010. у општини је живјело 3.309 становника. Посједује регионалну шифру (AGS) 14729420.

## Географски и демографски подаци
Цшадрас се налази у савезној држави Саксонија у округу Лајпциг. Општина се налази на надморској висини од 189 метара. Површина општине износи 32,5 km². У самом мјесту је, према процјени из 2010. године, живјело 3.309 становника. Просјечна густина становништва износи 102 становника/km².